# فوج العاصفة جو-أرض 1
فوج العاصفة أرض-جو 1 (المعروف أيضًا باسم Sturmabteilung Koch كتيبة العاصفة كوخ) كان فوجًا في فالشيرم يجر الألمانية في لوفتفافه الذي استولى على حصن ابن إميل البلجيكية خلال معركة بلجيكا، وشارك في معركة كريت، وخاض القتال على الجبهة الشرقية خلال الحرب العالمية الثانية.

## التاريخ التشغيلي
تم تشكيل الكتيبة في نوفمبر 1939؛ سميت على اسم قائدها، الكابتن فالتر كوخ، باسم الكتيبة الهجومية كوخ. كان الهدف منه فتح الطريق إلى وسط بلجيكا من خلال الاستيلاء على حصن ابن إميل المدافعة عن قناة ألبرت بالإضافة إلى ثلاثة جسور فوق القناة. كان يجب استخدام الطائرات الشراعية دي أف أس 230 للسماح للمجموعات المهاجمة بالهبوط بصمت فوق أهدافها، مما أثار دهشة المدافعين ومنعهم من تدمير الجسر. وقع الهجوم الجوي في 10 مايو 1940. لم يتمكن المدافعون البلجيكيون من حشد أي هجمات مضادة خطيرة ضد المظليين. 
تم تشكيل كتيبتين أخريين في خريف عام 1940 وتم إعادة تصميم الوحدة لتكون أول فوج للاعتداء الجوي (بالألمانية: Luftlande-Sturm-Regiment 1)‏. نشأت كتيبة رابعة خلال شتاء 1940/1941. لم يشارك الفوج في المراحل الأولى من غزوات اليونان ويوغوسلافيا، لكن تم الاحتفاظ بها في الاحتياط حتى احتاج إلى غزو كريت. هبطت الكتيبة الأولى بواسطة طائرة شراعية من طراز DFS 230 جرتها طائرة يونكرز جو 52 التابعة ل Luftlandegeschwader 1. هبطوا تقريبًا على رأس لواء المشاة الخامس النيوزيلندي، وهو جزء من فرقة المشاة النيوزيلندية الثانية وعانت بشدة على أيديهم. ومع ذلك، تم تعزيزها من قبل العديد من الكتائب التابعة لفرقة Gebirgs (الجبلية) الخامسة التي أنزلت في اليوم التالي، وتمكنت من إجبار النيوزيلنديين على التراجع. كانت هذه هي المرة الوحيدة في الحرب التي قاتل فيها الفوج كوحدة كاملة. بعد استسلام جزيرة كريت، تورطت قوات الفوج في عمليات انتقامية جماعية ضد المدنيين في قرى مثل كوندوماري وأليكيانوس وكاندانوس. 
بعد الإصلاح والتجديد، شارك الفوج في القتال ضد الاتحاد السوفيتي قبل وأثناء الهجوم السوفيتي المضاد. تم نشر الكتيبة الثانية في قطاع مجموعة الجيش الشمالية. وصلت الكتيبة الرابعة إلى الاتحاد السوفيتي في نوفمبر لدعم الدفاعات الألمانية بالقرب من ستالينو. تم نقل الكتيبة الأولى إلى سمولينسك في 6 ديسمبر 1941 ثم انتقلت إلى منطقة يوخنو، غرب كالوغا، لتعزيز الدفاعات الألمانية هناك. تم نقله إلى فرنسا في مايو 1942. رافق طاقم الكتيبة الكتيبة الأولى إلى الاتحاد السوفيتي، ولكن تم استخدامه للسيطرة على العديد من وحدات لوفتوافه التي اضطُرَّت إلى القيام بدور قتال أرضي من خلال الهجوم السوفيتي المضاد في فصل الشتاء. تم إعادة تشكيله كـ Stab Luftwaffe - قسم Meindl في فبراير 1942. شاركت عناصر من الفوج أيضًا في القتال في منطقة رزيف التي بدأت في 3 يناير 1942، لتعزيز دفاعات الجيش التاسع. تم نقل هذه الوحدة إلى فرنسا في 10 أبريل 1942 

## القادة
- فالتر كوخ، 2 نوفمبر 1939 - 31 أغسطس 1940
- يوجين ميندل، 1 سبتمبر 1940 - 21 مايو 1941
- هيرمان بيرنهارد رامكي، 21 مايو - 18 يونيو 1941
- يوجين ميندل، 19 يونيو 1941 - 26 فبراير 1942

## روابط خارجية
- معركة كريت - ترتيب المعركة : 4 الأسطول الجوي، فوج الاعتداء المحمولة جوا